# Canthon vigilans
Canthon vigilans  (лат.) — вид пластинчатоусых жуков рода Canthon из подсемейства Scarabaeinae. Неарктика.

## Описание
Длина тела 13—20 мм, чёрные. Активен с августа по сентябрь.